# Jelena Lieven

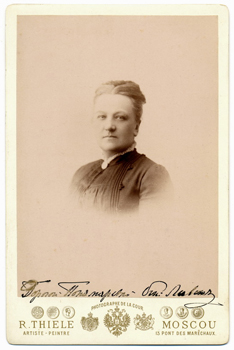
Jelena Lieven

Jelena Aleksandrovna Lieven, född 1842, död 1917, var en rysk pedagog. Hon var föreståndare för Smolnyjinstitutet från 1895 till 1917. 
Hon var dotter till generalen Aleksandr Karlovitj Lieven och tillhörde en av de mest berömda adelsfamiljerna i Ryssland. Hon var redan tidigt engagerad i välgörenhet tillsammans med modern, bland annat i fängelsevård och undervisning. Hennes egen utbildning var inte formell, men genom självstudier uppnådde hon en hög sådan som autodidakt. Hon gifte sig aldrig, och då hon vid faderns död 1880 mottog endast ett litet arv bad hon kejsarhuset om en befattning för att kunna försörja sig själv. Hon utnämndes till föreståndare för barnhem för föräldralösa officersbarn och 1895 till föreståndare för Smolnyjinstitutet. Jelena Lieven reformerade både utbildningen och institutets praktiska levnadsförhållanden. Hon förbättrade hygienen, införde elektricitet (1909), halverade lästiden för att tillåta eleverna fritid, gav större utrymme åt gymnastik och hantverk och grundade en fond till ekonomiskt stöd för elever efter examen (1898). Under hennes tid ökades institutets anseende och framgång och fick 1908 byggas ut. Hon mottog Katarinorden och ett porträtt av kejsarinnan i diamanter och hederstiteln hovdam.
Hon avled under ryska revolutionen 1917 och institutet evakuerades till områden besatta av vita armén och 1919 från Ryssland till Serbien.          